# McGuinness Flint
McGuinness Flint byla britská rocková skupina, založená v roce 1970. Největší úspěch měla skupina s písní „When I'm Dead and Gone“, kterou později předělali skupiny jako Def Leppard a Status Quo.

## Diskografie
- 1971: McGuinness Flint
- 1971: Happy Birthday, Ruthy Baby
- 1972: Lo and Behold
- 1973: Rainbow
- 1974: C'est La Vie